# Ángel Rivas
Pour les articles homonymes, voir Rivas.
Rivas  Diosmedi est un nom espagnol. Le premier nom de famille, en général paternel, est Rivas ; le second, en général maternel, souvent omis, est Diosmedi.
Ángel Rivas Diosmedi, né le 24 décembre 1989 à El Vigía, est un coureur cycliste vénézuélien.

## Palmarès
- 2009
  - 6e étape du Tour du Trujillo
- 2014
  - 5e étape de la Vuelta a Barinitas
  - 3e de la Vuelta a Barinitas
- 2015
  - 7e étape du Tour du Venezuela
- 2016
  - Clásica Raúl Saavedra :
    - Classement général
    - 1re étape
- 2017
  - 3e étape de la Vuelta a Tovar
- 2018
  - 2e étape du Tour du Venezuela
  - Clásica Raúl Saavedra :
    - Classement général
    - 1re étape

  - Clásica del Caribe :
    - Classement général
    - 2e étape (contre-la-montre)
- 2019
  - 1re étape du Tour de Miranda
- 2022
  - 3e du championnat du Venezuela du contre-la-montre
- 2025
  - 5e étape du Tour du Táchira
  - Clásico José Gregorio Hernández :
    - Classement général
    - 3e étape

## Classements mondiaux
| Année                                 | 2015 | 2016  | 2017 | 2018  | 2019  | 2020 | 2021 | 2022 | 2023 | 2024  |
| ------------------------------------- | ---- | ----- | ---- | ----- | ----- | ---- | ---- | ---- | ---- | ----- |
| Classement mondial                    |      | 2381e | nc   | 1328e | 2018e | nc   | nc   | nc   | nc   | 2098e |
| UCI America Tour                      | 211e | 464e  | nc   | 125e  | 306e  | nc   | 395e | nc   | nc   | nc    |
|                                       |      |       |      |       |       |      |      |      |      |       |
| Légende : nc = non classéSource : UCI |      |       |      |       |       |      |      |      |      |       |